# Handboll vid olympiska sommarspelen 2020
Handboll vid olympiska sommarspelen 2020 spelades mellan den 24 juli och 8 augusti 2021. Turneringarna spelades i Yoyogi National Gymnasium i Tokyo.  

## Kvalificering
Varje nationell olympisk kommitté får ställa upp med ett damlandslag och ett herrlandslag under förutsättning att lagen kvalificerat sig. Japans båda landslag är automatiskt kvalificerade i egenskap av värdnation.

### Damer
| Turnering                    | Datum                        | Spelplats         | Platser | Kvalificerade |
| ---------------------------- | ---------------------------- | ----------------- | ------- | ------------- |
| Värdnation                   | 7 september 2013             | i.u.              | 1       | Japan         |
| Europamästerskapet 2018      | 29 november–16 december 2018 | Frankrike         | 1       | Frankrike     |
| Afrikanska mästerskapet 2018 | 2–12 december 2018           | Kongo-Brazzaville | 1       | Angola        |
| Panamerikanska spelen 2019   | 26 juli–11 augusti 2019      | Peru              | 1       | Brasilien     |
| Asiatisk kvalturnering       | 21–29 september 2019         | Kina              | 1       | Sydkorea      |
| Världsmästerskapet 2019      | 30 november–15 december 2019 | Japan             | 1       | Nederländerna |
| Olympisk kvalturnering #1    | 19–21 mars 2021              | Spanien           | 2       | Spanien       |
| Olympisk kvalturnering #1    | 19–21 mars 2021              | Spanien           | 2       | Sverige       |
| Olympisk kvalturnering #2    | 19–21 mars 2021              | Ungern            | 2       | ROC           |
| Olympisk kvalturnering #2    | 19–21 mars 2021              | Ungern            | 2       | Ungern        |
| Olympisk kvalturnering #3    | 19–21 mars 2021              | Montenegro        | 2       | Montenegro    |
| Olympisk kvalturnering #3    | 19–21 mars 2021              | Montenegro        | 2       | Norge         |
| Totalt                       |                              |                   | 12      |               |

### Herrar
| Turnering                    | Datum                   | Spelplats               | Platser | Kvalificerade |
| ---------------------------- | ----------------------- | ----------------------- | ------- | ------------- |
| Värdnation                   | 7 september 2013        | i.u.                    | 1       | Japan         |
| Världsmästerskapet 2019      | 10–27 januari 2019      | Danmark Tyskland        | 1       | Danmark       |
| Panamerikanska spelen 2019   | 26 juli–11 augusti 2019 | Peru                    | 1       | Argentina     |
| Asiatisk kvalturnering       | 17–26 oktober 2019      | Qatar                   | 1       | Bahrain       |
| Afrikanska mästerskapet 2020 | 15–25 januari 2020      | Tunisien                | 1       | Egypten       |
| Europamästerskapet 2020      | 9–26 januari 2020       | Norge Sverige Österrike | 1       | Spanien       |
| Olympisk kvalturnering #1    | 12-14 mars 2021         | Podgorica Montenegro    | 2       | Norge         |
| Olympisk kvalturnering #1    | 12-14 mars 2021         | Podgorica Montenegro    | 2       | Brasilien     |
| Olympisk kvalturnering #2    | 12-14 mars 2021         | Montpellier Frankrike   | 2       | Frankrike     |
| Olympisk kvalturnering #2    | 12-14 mars 2021         | Montpellier Frankrike   | 2       | Portugal      |
| Olympisk kvalturnering #3    | 12-14 mars 2021         | Berlin Tyskland         | 2       | Sverige       |
| Olympisk kvalturnering #3    | 12-14 mars 2021         | Berlin Tyskland         | 2       | Tyskland      |
| Totalt                       |                         |                         | 12      |               |

## Medaljsammanfattning
| Handboll                        | Guld | Silver | Brons |
| Damernas turnering Detaljer...  | Frankrike | ROC | Norge |
| Damernas turnering Detaljer...  | Pauline Coatanea Blandine Dancette Cléopatre Darleux Béatrice Edwige Laura Flippes Pauletta Foppa Alexandra Lacrabère Coralie Lassource Amandine Leynaud Kalidiatou Niakaté Méline Nocandy Estelle Nze Minko Allison Pineau Océane Sercien-Ugolin Chloé Valentini Grâce Zaadi | Vladlena Bobrovnikova Darja Dmitrijeva Olga Fomina Polina Gorsjkova Jekaterina Ilina Victorija Kalinina Polina Kuznetsova Ksenija Makejeva Julija Managarova Jelena Mikhajlitsjenko Anna Sedojkina Anna Sen Antonina Skorobogattjenko Polina Vedjochina Anna Vjachireva | Kari Brattset Dale Stine Bredal Oftedal Kristine Breistøl Camilla Herrem Vilde Johansen Veronica Kristiansen Katrine Lunde Marit Malm Frafjord Nora Mørk Henny Reistad Marit Røsberg Jacobsen Stine Skogrand Silje Solberg Sanna Solberg-Isaksen Marta Tomac                   |
| Herrarnas turnering Detaljer... | Frankrike | Danmark | Spanien |
| Herrarnas turnering Detaljer... | Luc Abalo Hugo Descat Ludovic Fabregas Yann Genty Vincent Gérard Michaël Guigou Luka Karabatić Nikola Karabatić Romain Lagarde Kentin Mahé Dika Mem Timothey N'Guessan Valentin Porte Nedim Remili Melvyn Richardson Nicolas Tournat                                          | Lasse Andersson Mathias Gidsel Jóhan Hansen Mikkel Hansen Jacob Holm Emil Jakobsen Niklas Landin Jacobsen Magnus Landin Jacobsen Mads Mensah Larsen Kevin Møller Henrik Møllgaard Morten Olsen Magnus Saugstrup Lasse Svan Hansen Henrik Toft Hansen                    | Julen Aguinagalde Rodrigo Corrales Alex Dujshebaev Raúl Entrerríos Ángel Fernández Adrià Figueras Antonio García Robledo Aleix Gómez Gedeón Guardiola Eduardo Gurbindo Jorge Maqueda Viran Morros Gonzalo Pérez de Vargas Miguel Sánchez-Migallón Daniel Sarmiento Ferran Solé |

Denna tabell: visa • redigera

## Medaljtabell
| Pl.    | Nation    | Guld | Silver | Brons | Totalt |
| ------ | --------- | ---- | ------ | ----- | ------ |
| 1      | Frankrike | 2    | 0      | 0     | 2      |
| 2      | Danmark   | 0    | 1      | 0     | 1      |
| 2      | ROC       | 0    | 1      | 0     | 1      |
| 3      | Spanien   | 0    | 0      | 1     | 1      |
| 3      | Norge     | 0    | 0      | 1     | 1      |
| Totalt | Totalt    | 2    | 2      | 2     | 6      |

### Fotnoter
1. ↑   Arkiverad 23 juni 2021 hämtat från the Wayback Machine. olympics.com. Läst 15 juni 2021.
2. 1 2 3  (3 april 2018). Tokyo 2020 Qualification System confirmed. International Handball Federation. Läst 25 mars 2019.
3. ↑  (31 juli 2019). Brazil secures gold medal and Tokyo 2020 qualification in women's handball. Arkiverad 20 oktober 2019 hämtat från the Wayback Machine. Panam Sports. Läst 20 oktober 2019.
4. ↑  (30 september 2019). Korea women through to Tokyo 2020 Olympic Games. International Handball Federation. Läst 20 oktober 2019.
5. ↑  ”Tokyo Handball Qualification 2020”. IHF. https://www.ihf.info/media-center/events/tokyo-handball-qualification-2020-womens-tournaments. Läst 15 mars 2021.
6. ↑  (22 september 2019). Todos los clasificados de Argentina a los Juegos Olímpicos de Tokio 2020. Arkiverad 20 oktober 2019 hämtat från the Wayback Machine. TyC Sports. Läst 20 oktober 2019.
7. ↑  (26 oktober 2019). ASIAN MEN'S QUALIFICATION OF OG (JAPAN 2020) - RESULT SUMMARY. Arkiverad 26 oktober 2019 hämtat från the Wayback Machine. Asian Handball Federation. Läst 5 november 2019.
8. ↑  ”Tokyo Handball Qualification 2020”. IHF. https://www.ihf.info/media-center/events/tokyo-handball-qualification-2020-mens-tournaments. Läst 15 mars 2021.
9. 1 2  (8 augusti 2021). Handball – Medallists by Event. olympics.com. Läst 8 augusti 2021.